# SPIN1
SPIN1‏ (Spindlin 1) هوَ بروتين يُشَفر بواسطة جين SPIN1 في الإنسان.